# Leptoperla alata
Leptoperla alata är en bäcksländeart som beskrevs av Günther Theischinger 1984. Leptoperla alata ingår i släktet Leptoperla och familjen Gripopterygidae. Inga underarter finns listade i Catalogue of Life.